# Kuća Machiedo u Hvaru
Kuća Machiedo u gradiću Hvaru, Riva 15, zaštićeno kulturno dobro.

## Opis
Barokna trokatnica sagrađena na hvarskoj rivi u 17. stoljeću na mjestu ranijih kuća o čemu svjedoče gotički otvori u punoj visini istočnog i u prizemlju zapadnog pročelja. Kuća se ističe terasom u visini drugog kata što je jedinstveni primjer u stambenoj arhitekturi Hvara. Otvori glavnog pročelja ukrašeni su bogatom kasnorenesansnom dekoracijom.

## Zaštita
Pod oznakom Z-5109 zavedena je kao nepokretno kulturno dobro - pojedinačno, pravna statusa zaštićena kulturnog dobra, klasificirano kao "stambene građevine".